# Liste de théâtres grecs antiques

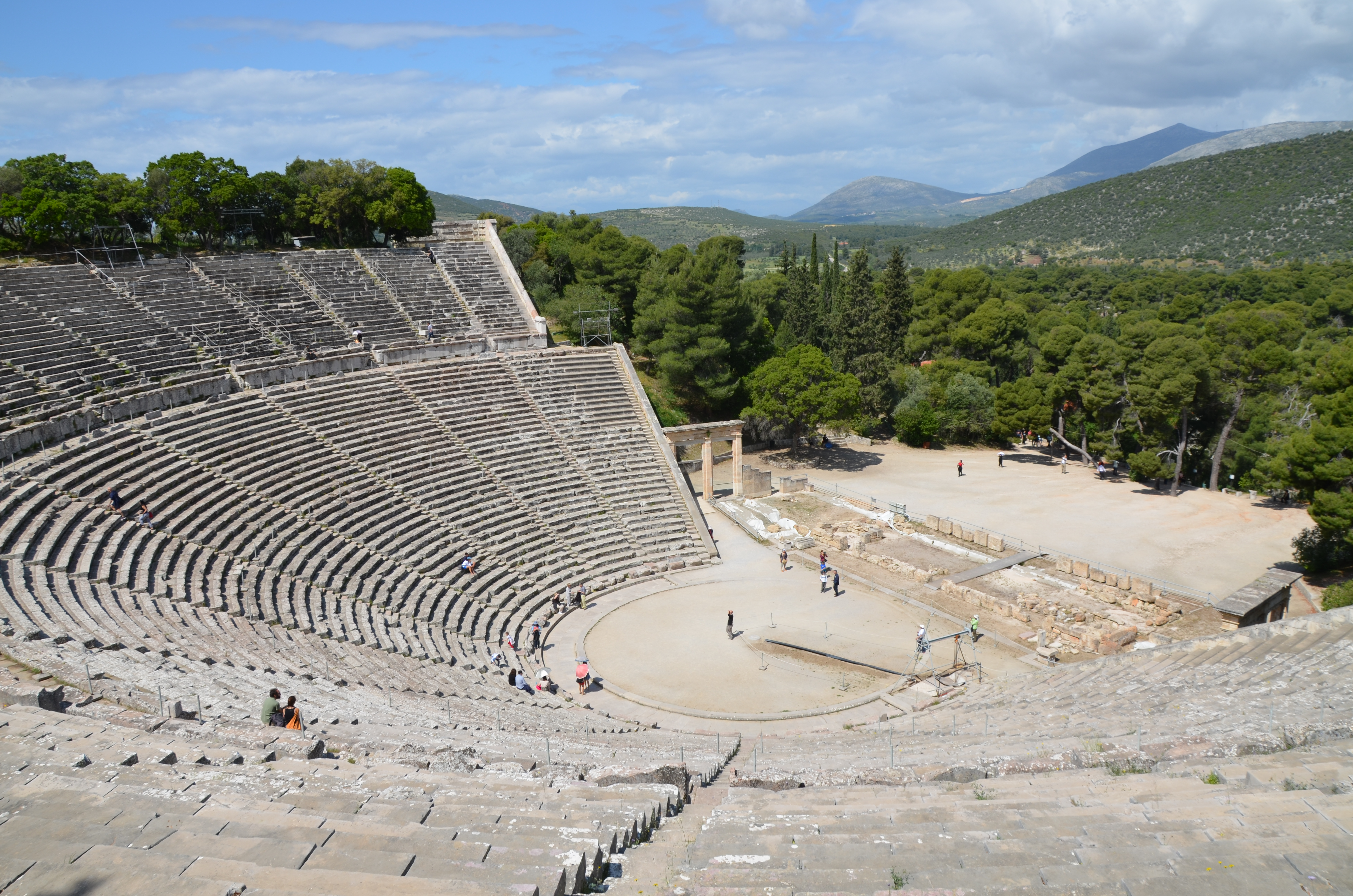
Le théâtre d'Épidaure, probablement édifié au début du, est le mieux conservé des théâtres grecs antiques, et passe pour le plus accompli.

Cette liste recense les théâtres grecs antiques.

## Généralités
Les théâtres grecs de l'époque archaïque (avant le Ve siècle av. J.-C.) sont rares. La construction des théâtres grecs « classiques » s'échelonne du Ve au IIIe sièclee av. J.-C.. Dès l'époque hellénistique au IIIe siècle av. J.-C., la présence romaine s'étend, culminant au IIe siècle av. J.-C. par la conquête totale de la Grèce ; les théâtres construits sous la Grèce romaine sont innombrables, chaque ville se devant alors de posséder le sien.
Les théâtres grecs antiques sont édifiés dans l'ensemble de la Grèce antique : Grèce continentale et insulaire, mais également Asie Mineure et Grande-Grèce (Italie du Sud, Sicile).
Archéologiquement parlant, il peut être difficile de distinguer un théâtre d'un édifice d'architecture similaire mais d'usage distinct, comme un odéon ou un bouleutérion.

## Répartition géographique (liste non exhaustive)

### Athènes et Attique
| Édifice             | Lieu                 | Date                 | Notes | Coordonnées                       | Illustration |
| ------------------- | -------------------- | -------------------- | --- | --------------------------------- | ------------ |
| Théâtre             | Acharnes             | IVe siècle av. J.-C. | Partiellement dégagé | 38° 04′ 49″ nord, 23° 44′ 00″ est |              |
| Théâtre             | Amphiaréion d'Oropos | IIe siècle av. J.-C. | Inscrit par la Grèce sur sa liste indicative du patrimoine mondial (partie du site sériel « Théâtres grecs antiques »).                                                                          | 38° 17′ 29″ nord, 23° 50′ 44″ est |              |
| Théâtre de Dionysos | Athènes              | Ve siècle av. J.-C.  | Adossé à l'Acropole. Inscrit au patrimoine mondial comme élément de cette dernière ; également inscrit par la Grèce sur sa liste indicative (partie du site sériel « Théâtres grecs antiques »). | 37° 58′ 13″ nord, 23° 43′ 40″ est |              |
| Théâtre (el)        | Evonýmia             | Ve siècle av. J.-C.  | | 37° 54′ 56″ nord, 23° 44′ 29″ est |              |
| Théâtre             | Ikaria (en)          |                      | | 38° 05′ 44″ nord, 23° 54′ 01″ est |              |
| Théâtre             | Rhamnonte            |                      | | 38° 13′ 23″ nord, 24° 01′ 39″ est |              |
| Théâtre             | Thorikos             | VIe siècle av. J.-C. | 53 m. De forme allongée, ce théâtre passe pour le plus ancien des théâtres grecs classiques. | 37° 44′ 17″ nord, 24° 03′ 13″ est |              |
| Théâtre (el)        | Zéa                  | IIe siècle av. J.-C. | Jouxte le musée archéologique du Pirée. | 37° 56′ 13″ nord, 23° 38′ 41″ est |              |

### Grèce centrale et Eubée
| Édifice      | Lieu                      | Date                  | Notes | Coordonnées                       | Illustration |
| ------------ | ------------------------- | --------------------- | --- | --------------------------------- | ------------ |
| Théâtre      | Amphilochie d'Argos       |                       | Non dégagé | 38° 55′ 34″ nord, 21° 11′ 14″ est |              |
| Théâtre      | Askra                     |                       | Non dégagé | 38° 19′ 13″ nord, 23° 03′ 15″ est |              |
| Théâtre (el) | Calydon                   |                       | | 38° 22′ 16″ nord, 21° 31′ 52″ est |              |
| Théâtre (el) | Chéronée                  | Ve siècle av. J.-C.   | 37 m | 38° 29′ 38″ nord, 22° 50′ 32″ est |              |
| Théâtre (el) | Delphes                   | IIIe siècle av. J.-C. | Inscrit au patrimoine mondial comme élément du site archéologique de Delphes ; également inscrit par la Grèce sur sa liste indicative du patrimoine mondial (partie du site sériel « Théâtres grecs antiques »). | 38° 28′ 53″ nord, 22° 29′ 59″ est |              |
| Théâtre (el) | Érétrie                   | IVe siècle av. J.-C.  | 90 m. Un tunnel voûté conduit au centre de l'orchestra. Inscrit par la Grèce sur sa liste indicative du patrimoine mondial (partie du site sériel « Théâtres grecs antiques »).                                  | 38° 23′ 56″ nord, 23° 47′ 26″ est |              |
| Théâtre      | Leucade                   |                       | Non dégagé | 38° 48′ 35″ nord, 20° 42′ 36″ est |              |
| Théâtre (el) | Makynia                   |                       | | 38° 21′ 20″ nord, 21° 43′ 30″ est |              |
| Théâtre (el) | Œniadæ                    | IIIe siècle av. J.-C. | Inscrit par la Grèce sur sa liste indicative du patrimoine mondial (partie du site sériel « Théâtres grecs antiques »).                                                                                          | 38° 24′ 35″ nord, 21° 11′ 56″ est |              |
| Théâtre (el) | Orchomène                 | IVe siècle av. J.-C.  | | 38° 29′ 36″ nord, 22° 58′ 31″ est |              |
| Théâtre (el) | Pleuron                   | IIIe siècle av. J.-C. | | 38° 24′ 49″ nord, 21° 24′ 31″ est |              |
| Théâtre      | Stratos                   | IVe siècle av. J.-C.  | | 38° 40′ 19″ nord, 21° 19′ 10″ est |              |
| Théâtre      | Thèbes                    |                       | Théâtre du sanctuaire des Cabires | 39° 16′ 18″ nord, 22° 45′ 59″ est |              |
| Théâtre      | Thèbes de Phthiotide (el) | IVe siècle av. J.-C.  | | 39° 16′ 18″ nord, 22° 45′ 59″ est |              |
| Théâtre      | Thyrion (en)              |                       | Non dégagé | 38° 51′ 36″ nord, 20° 59′ 01″ est |              |

### Épire et Thessalie
| Édifice        | Lieu         | Date                  | Notes | Coordonnées                       | Illustration |
| -------------- | ------------ | --------------------- | --- | --------------------------------- | ------------ |
| Grand théâtre  | Ambracie     | IIIe siècle av. J.-C. | Découvert en 1981 sans être dégagé | 39° 09′ 41″ nord, 20° 58′ 56″ est |              |
| Petit théâtre  | Ambracie     | IIIe siècle av. J.-C. | Le plus petit des théâtres grecs connus | 39° 09′ 40″ nord, 20° 59′ 02″ est |              |
| Théâtre        | Butrint      | IVe siècle av. J.-C.  | Actuellement en Albanie. Inscrit au patrimoine mondial comme élément du site archéologique de Butrint.                                                                                      | 39° 44′ 44″ nord, 20° 01′ 14″ est |              |
| Théâtre        | Kassopi (en) | IIIe siècle av. J.-C. | | 39° 08′ 48″ nord, 20° 40′ 18″ est |              |
| Théâtre        | Démétrias    | IIIe siècle av. J.-C. | | 39° 20′ 36″ nord, 22° 55′ 27″ est |              |
| Théâtre (el)   | Dodone       | IIIe siècle av. J.-C. | 129 m. Inscrit par la Grèce sur sa liste indicative du patrimoine mondial (partie du site sériel « Théâtres grecs antiques »).                                                              | 39° 32′ 48″ nord, 20° 47′ 16″ est |              |
| Théâtre        | Gitana (en)  | IIIe siècle av. J.-C. | 129 m | 39° 34′ 17″ nord, 20° 15′ 35″ est |              |
| Théâtre A (el) | Larissa      | IIIe siècle av. J.-C. | Un second théâtre, dit « théâtre B », daterait de l'époque romaine. Inscrit par la Grèce sur sa liste indicative du patrimoine mondial (partie du site sériel « Théâtres grecs antiques »). | 39° 38′ 25″ nord, 22° 24′ 55″ est |              |

### Macédoine et Thrace
| Édifice      | Lieu       | Date                  | Notes | Coordonnées                       | Illustration |
| ------------ | ---------- | --------------------- | --- | --------------------------------- | ------------ |
| Théâtre      | Amphipolis |                       | Non excavé | 40° 49′ 06″ nord, 23° 50′ 58″ est |              |
| Théâtre (en) | Dion       | IIIe siècle av. J.-C. | | 40° 10′ 20″ nord, 22° 29′ 30″ est |              |
| Théâtre (el) | Maroneia   | IIIe siècle av. J.-C. | Inscrit par la Grèce sur sa liste indicative du patrimoine mondial (partie du site sériel « Théâtres grecs antiques »). | 40° 52′ 43″ nord, 25° 31′ 09″ est |              |
| Théâtre      | Miéza      |                       | Importants travaux de restauration de 2007 à 2017                                                                       | 40° 38′ 39″ nord, 22° 07′ 21″ est |              |
| Théâtre      | Ohrid      | IIe siècle av. J.-C.  | Actuellement situé en Macédoine du Nord.                                                                                | 41° 06′ 53″ nord, 20° 47′ 38″ est |              |
| Théâtre (el) | Philippes  | IVe siècle av. J.-C.  | Inscrit au patrimoine mondial comme élément du site archéologique de Philippes.                                         | 41° 00′ 47″ nord, 24° 17′ 11″ est |              |
| Théâtre      | Aigai      | IVe siècle av. J.-C.  | Inscrit au patrimoine mondial comme élément du site archéologique d'Aigai.                                              | 40° 28′ 44″ nord, 22° 19′ 19″ est |              |

### Péloponnèse
| Édifice       | Lieu              | Date                          | Notes | Coordonnées                       | Illustration |
| ------------- | ----------------- | ----------------------------- | --- | --------------------------------- | ------------ |
| Petit théâtre | Ancienne Épidaure | IVe siècle av. J.-C.          | 2 000 spectateurs | 37° 38′ 00″ nord, 23° 09′ 37″ est |              |
| Théâtre (en)  | Argos             | IIIe siècle av. J.-C.         | 77 m, pouvant accueillir 20 000 spectateurs. Inscrit par la Grèce sur sa liste indicative du patrimoine mondial (partie du site sériel « Théâtres grecs antiques »).                                                                                             | 37° 37′ 54″ nord, 22° 43′ 10″ est |              |
| Théâtre (fi)  | Corinthe          | IVe siècle av. J.-C.          | 121 m ; romanisé | 37° 54′ 25″ nord, 22° 52′ 37″ est |              |
| Théâtre       | Égira             |                               | | 38° 07′ 43″ nord, 22° 22′ 40″ est |              |
| Théâtre (el)  | Élis              | IVe siècle av. J.-C.          | 92 m | 37° 53′ 37″ nord, 21° 22′ 32″ est |              |
| Théâtre       | Épidaure          | IVe siècle av. J.-C.          | 119 m, capacité de 10 000 à 15 000 spectateurs. Inscrit au patrimoine mondial comme élément du site archéologique d'Épidaure ; également inscrit par la Grèce sur sa liste indicative du patrimoine mondial (partie du site sériel « Théâtres grecs antiques »). | 37° 35′ 45″ nord, 23° 04′ 46″ est |              |
| Théâtre       | Isthmia           | IVe siècle av. J.-C.          | 73 m | 37° 54′ 59″ nord, 22° 59′ 39″ est |              |
| Théâtre       | Kerynia (en)      |                               | | 38° 09′ 44″ nord, 22° 08′ 43″ est |              |
| Théâtre (el)  | Mantinée          | IVe siècle av. J.-C.          | 67 m | 37° 37′ 05″ nord, 22° 23′ 33″ est |              |
| Théâtre (el)  | Mégalopolis       | IVe siècle av. J.-C.          | 130 m. Inscrit par la Grèce sur sa liste indicative du patrimoine mondial (partie du site sériel « Théâtres grecs antiques »). | 37° 24′ 36″ nord, 22° 07′ 37″ est |              |
| Théâtre (el)  | Messène           | IIIe siècle av. J.-C.         | | 37° 10′ 40″ nord, 21° 55′ 08″ est |              |
| Théâtre (el)  | Orchomène         | IVe siècle av. J.-C.          | | 37° 43′ 29″ nord, 22° 18′ 55″ est |              |
| Théâtre       | Platiana (el)     | IVe siècle av. J.-C.          | | 37° 32′ 25″ nord, 21° 45′ 08″ est |              |
| Théâtre       | Sicyone           | IVe et IIIe siècles av. J.-C. | 125 m | 37° 59′ 03″ nord, 22° 42′ 40″ est |              |
| Théâtre (el)  | Sparte            | Ve siècle av. J.-C.           | | 37° 04′ 54″ nord, 22° 25′ 25″ est |              |
| Théâtre (el)  | Tégée             | IIe siècle av. J.-C. ?        | Non dégagé | 37° 27′ 50″ nord, 22° 25′ 47″ est |              |

### Grèce insulaire
| Édifice      | Lieu                | Date                  | Notes | Coordonnées                       | Illustration |
| ------------ | ------------------- | --------------------- | --- | --------------------------------- | ------------ |
| Théâtre (el) | Aptera, Crète       |                       | Inscrit par la Grèce sur sa liste indicative du patrimoine mondial (partie du site sériel « Théâtres grecs antiques »).                                                                                              | 35° 27′ 40″ nord, 24° 08′ 28″ est |              |
| Théâtre (el) | Délos               | IVe siècle av. J.-C.  | 64 m. Inscrit au patrimoine mondial comme élément du site archéologique de Délos ; également inscrit par la Grèce sur sa liste indicative du patrimoine mondial (partie du site sériel « Théâtres grecs antiques »). | 37° 23′ 50″ nord, 25° 16′ 05″ est |              |
| Théâtre      | Halasarna (en), Kos | IIIe siècle av. J.-C. | Romanisé. Non dégagé | 39° 57′ 52″ nord, 25° 19′ 06″ est |              |
| Théâtre (el) | Héphaistia, Lemnos  | IVe siècle av. J.-C.  | | 39° 57′ 52″ nord, 25° 19′ 06″ est |              |
| Théâtre      | Kos                 | IIIe siècle av. J.-C. | Romanisé. Gravement endommagé. | 36° 53′ 10″ nord, 27° 17′ 14″ est |              |
| Théâtre (el) | Carthaea, Kéa       | IVe siècle av. J.-C.  | | 37° 33′ 36″ nord, 24° 19′ 47″ est |              |
| Théâtre (ca) | Lindos, Rhodes      |                       | Inscrit par la Grèce sur sa liste indicative du patrimoine mondial (partie du site sériel « Théâtres grecs antiques »).                                                                                              | 36° 05′ 23″ nord, 28° 05′ 14″ est |              |
| Théâtre (el) | Mytilène, Lesbos    |                       | | 39° 06′ 28″ nord, 26° 32′ 48″ est |              |
| Théâtre      | Palatia, Kos        |                       | Partiellement excavé | 36° 43′ 49″ nord, 26° 57′ 23″ est |              |
| Théâtre      | Samothrace          | Ve siècle av. J.-C.   | | 40° 30′ 01″ nord, 25° 31′ 48″ est |              |
| Théâtre (el) | Thasos              | IVe siècle av. J.-C.  | 74 m | 40° 46′ 55″ nord, 24° 43′ 03″ est |              |
| Théâtre      | Théra, Santorin     | IIe siècle av. J.-C.  | Capacité de 1 500 personnes. | 36° 21′ 48″ nord, 25° 28′ 44″ est |              |

### Asie Mineure
| Édifice      | Lieu              | Date                  | Notes | Coordonnées                       | Illustration |
| ------------ | ----------------- | --------------------- | --- | --------------------------------- | ------------ |
| Théâtre      | Antiphellus       |                       | | 36° 12′ 00″ nord, 29° 38′ 06″ est |              |
| Théâtre      | Arycanda          | Ier siècle av. J.-C.  | | 36° 30′ 51″ nord, 30° 03′ 36″ est |              |
| Théâtre (nl) | Assos             | IIIe siècle av. J.-C. | | 39° 29′ 18″ nord, 26° 20′ 16″ est |              |
| Théâtre      | Cnide             |                       | | 36° 41′ 09″ nord, 27° 22′ 30″ est |              |
| Théâtre      | Éphèse            | IIe siècle av. J.-C.  | 140 m ; théâtre grec romanisé. Inscrit au patrimoine mondial comme élément du site archéologique d'Éphèse. | 37° 56′ 28″ nord, 27° 20′ 33″ est |              |
| Théâtre      | Érythrées         | IVe siècle av. J.-C.  | 74 m | 38° 22′ 58″ nord, 26° 28′ 50″ est |              |
| Théâtre (en) | Halicarnasse      | IIIe siècle av. J.-C. | | 37° 02′ 24″ nord, 27° 25′ 18″ est |              |
| Théâtre      | Laodicée du Lycos |                       | | 37° 50′ 19″ nord, 29° 06′ 28″ est |              |
| Théâtre      | Létoon            | IIe siècle av. J.-C.  | Inscrit au patrimoine mondial comme élément du site archéologique de Xanthos-Létoon.                       | 36° 19′ 55″ nord, 29° 17′ 24″ est |              |
| Théâtre (fi) | Milet             | IIIe siècle av. J.-C. | 73 m ; théâtre grec romanisé                                                                               | 37° 31′ 50″ nord, 27° 16′ 33″ est |              |
| Théâtre      | Pergame           | IIIe siècle av. J.-C. | 81 m. Inscrit au patrimoine mondial comme élément du site archéologique de Pergame.                        | 39° 07′ 54″ nord, 27° 10′ 57″ est |              |
| Théâtre      | Phocée            |                       | | 38° 40′ 11″ nord, 26° 45′ 31″ est |              |
| Théâtre      | Pinara            |                       | | 36° 29′ 24″ nord, 29° 15′ 27″ est |              |
| Théâtre (fi) | Priène            | IIIe siècle av. J.-C. | 56 m | 37° 39′ 35″ nord, 27° 17′ 52″ est |              |
| Théâtre      | Telmessos         |                       | | 36° 37′ 15″ nord, 29° 06′ 20″ est |              |
| Théâtre      | Termessos         |                       | | 36° 58′ 57″ nord, 30° 27′ 52″ est |              |

### Italie du Sud
| Édifice      | Lieu      | Date                 | Notes              | Coordonnées                       | Illustration |
| ------------ | --------- | -------------------- | ------------------ | --------------------------------- | ------------ |
| Théâtre      | Locres    | IVe siècle av. J.-C. | 65 m, 4 500 places | 38° 12′ 58″ nord, 16° 13′ 43″ est |              |
| Théâtre (fi) | Métaponte | IVe siècle av. J.-C. | 78 m               | 40° 23′ 00″ nord, 16° 49′ 34″ est |              |

### Sicile
| Édifice      | Lieu           | Date                  | Notes                                                                                | Coordonnées                       | Illustration |
| ------------ | -------------- | --------------------- | ------------------------------------------------------------------------------------ | --------------------------------- | ------------ |
| Théâtre      | Héracléa Minoa | IVe siècle av. J.-C.  | 33 m                                                                                 | 37° 23′ 39″ nord, 13° 16′ 50″ est |              |
| Théâtre (it) | Solonte        | IVe siècle av. J.-C.  | 47 m                                                                                 | 38° 05′ nord, 13° 32′ est         |              |
| Théâtre      | Syracuse       | IVe siècle av. J.-C.  | 13 m. Inscrit au patrimoine mondial comme élément du site archéologique de Syracuse. | 37° 04′ 33″ nord, 15° 16′ 30″ est |              |
| Théâtre      | Taormine       | IIIe siècle av. J.-C. | 109 m ; théâtre grec romanisé                                                        | 37° 51′ 09″ nord, 15° 17′ 32″ est |              |
| Théâtre      | Tyndaris       | IIIe siècle av. J.-C. | 76 m                                                                                 | 38° 08′ 37″ nord, 15° 02′ 34″ est |              |

### Articles liés
- Théâtre grec antique
- Architecture du théâtre grec antique
- Liste de théâtres romains